# Heidi Z’graggen

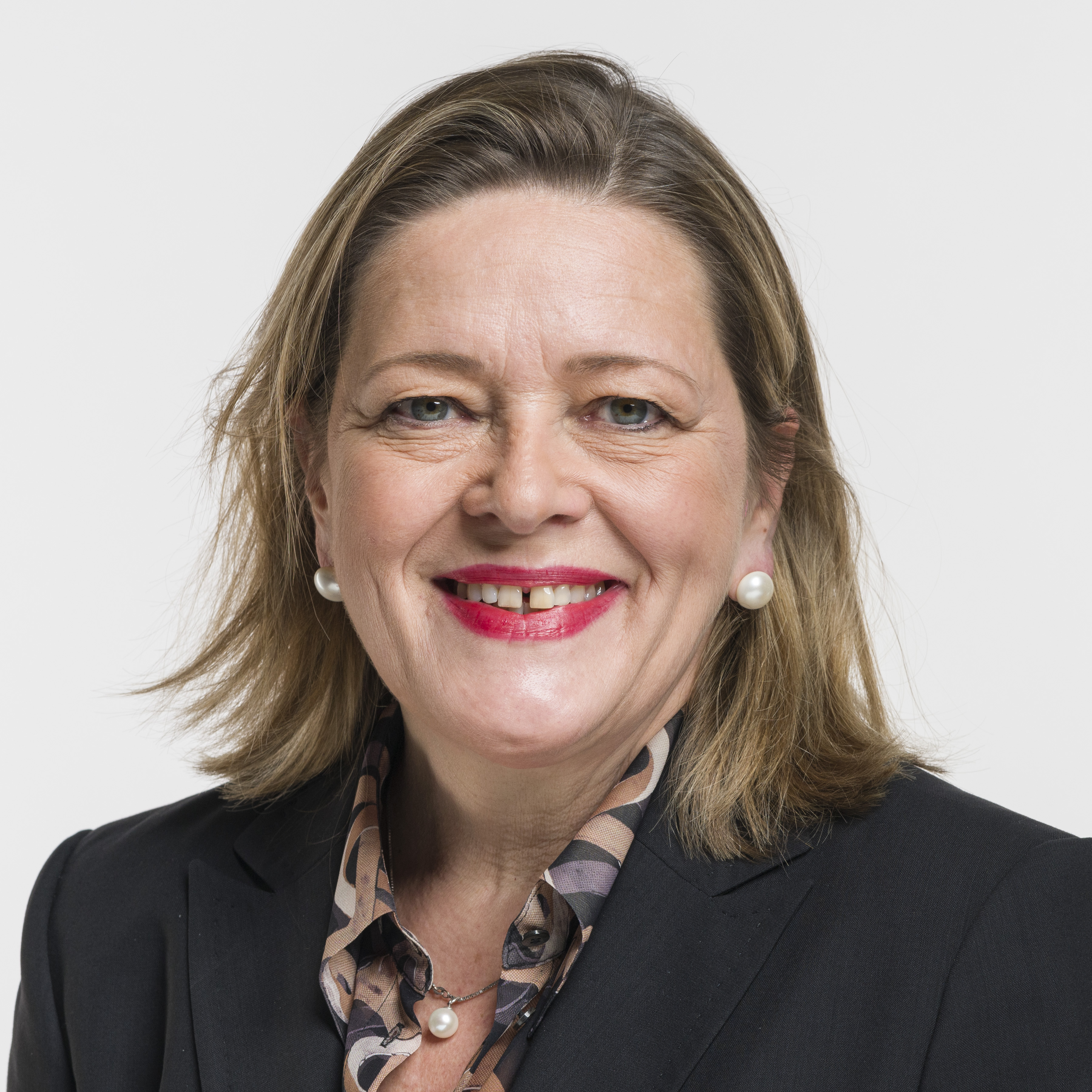
Heidi Z’graggen (2019)

Heidi Z’graggen (* 1. Februar 1966 in Silenen) ist eine Schweizer Politikerin (Die Mitte, vormals CVP). Seit 2019 ist sie Ständerätin, von 2004 bis 2020 war sie Regierungsrätin im Kanton Uri.

## Berufliche Laufbahn
Z’graggen ist ausgebildete Primarlehrerin (Lehrerinnendiplom in Rickenbach) und unterrichtete in Silenen. Neben ihrer Unterrichtstätigkeit auf allen Stufen der Volksschule im Kanton Uri studierte sie Politikwissenschaften (Nebenfächer Betriebswirtschaftslehre und Geschichte) an den Universitäten Bern und Genf. Nach dem Lizenziat arbeitete sie an der Universität Bern als wissenschaftliche Mitarbeiterin/Assistentin und promovierte 2008 zum Thema Professionalisierung von Parlamenten im historischen und internationalen Vergleich zum Dr. rer. soc. In den Jahren 2002–2004 unterrichtete sie auch Volkswirtschaftslehre und Staatskunde an einer privaten Handelsschule in Bern. 2004 wurde sie in den Regierungsrat des Kantons Uri gewählt und übernahm dort die Justizdirektion. Bei den Erneuerungswahlen in den Jahren 2008, 2012 und 2016 wurde sie in diesem Amt wiedergewählt. Sie blieb bis 2020 im Amt.
Anfang 2010 unterlag Z’graggen in einer Ersatzwahl für den Ständerat dem damals parteilosen Markus Stadler. Am 18. Oktober 2018 gab Z’graggen bekannt, an den Ersatzwahlen vom 5. Dezember 2018 für den Bundesrat zu kandidieren. Am 16. November wurde Z’graggen neben Viola Amherd von der CVP als Bundesratskandidatin nominiert, unterlag jedoch im ersten Wahlgang Amherd.  Bei den Parlamentswahlen 2019 wurde Z’graggen im ersten Wahlgang in den Ständerat gewählt. Bei den Parlamentswahlen 2023 wurde Z’graggen im ersten Wahlgang bestätigt.

## Politik
Vor ihrer Wahl in den Regierungsrat übte sie die folgenden politischen Mandate aus:
- 2000: Mitglied des Wahlausschusses der CVP-Kantonalpartei
- 2000–2005: Präsidentin der Kantonalpartei, Mitglied des Zentralvorstandes

Tätigkeit als Regierungsrätin:
- 2004–2020: Vorsteherin der Justizdirektion mit den folgenden Bereichen: Rechtsdienst des Kantons Uri, Beschwerdedienst des Kantons Uri, Strafvollzug, Handelsregister, Zivilstandsregister, Grundbuchregister, Gemeinden, administrative Zuständigkeit für die Gerichte und die Staatsanwaltschaft, Raumentwicklung, Baubewilligungen, Natur- und Heimatschutz
- 2012–2014: Volkswahl zur Frau Landesstatthalter (Vizepräsidentin des Regierungsrats)
- 2014–2016: Volkswahl zur Frau Landammann (Präsidentin des Regierungsrats)

Vertreterin des Kantons Uri in interkantonalen Gremien:
- ab 2016: Leitungsgremium der Zentralschweizer Regierungskonferenz (ZRK)
- 2016–2017: Präsidentin der ZRK
- ab 2014: Vertreterin der Zentralschweizer Kantone im leitenden Ausschuss der Konferenz der Kantonsregierungen, Mitglied mehrerer interkantonaler Konferenzen (Konferenz der Polizei- und Justizdirektoren, Konferenz der Bau- und Umweltdirektoren, Strafvollzugskonkordat Nordwest- und Innerschweiz)
- ab 2005: Mitglied des Verwaltungsrats der Centralschweizer Kraftwerke AG
- 2018–2023: Präsidentin der Eidgenössischen Natur- und Heimatschutzkommission (ENHK, Wahl durch den Bundesrat)

Politische Nebenämter:
- ehemaliges Mitglied des Zentralpräsidiums der CVP

## Privates
Z’graggen ist heimatberechtigt in Gurtnellen und wohnt in Erstfeld. Sie ist mit dem SVP-Politiker und Unternehmer Bruno Dobler liiert. Sie ist Geschäftsführerin der Unternehmensberatung Urimpuls AG in Altdorf UR.